# Konstanty Kazimierz Brzostowski
Konstanty Kazimierz Brzostowski herbu Strzemię (ur. 1644, zm. 24 października 1722 w Dąbrownie) – biskup rzymskokatolicki, senator I Rzeczypospolitej, hrabia Państwa Kościelnego, prałat domowy papieża. 

## Życiorys
Był synem Cypriana Pawła, kasztelana, potem wojewody trockiego, oraz Racheli Barbary z Duninów-Rajeckich. 
W 1661 mianowany kanonikiem wileńskim, kaznodzieja katedralny od 1664. W 1665 rozpoczął studia teologiczne w Rzymie. W 1669 powrócił do kraju z tytułem doktora teologii. Opat komendatoryjny mogilski, kanclerz Akademii i Uniwersytetu Wileńskiego Towarzystwa Jezusowego w latach 1686-1722.
W 1671 został sekretarzem wielkim litewskim, nieco później pisarzem wielkim litewskim. Elektor Jana III Sobieskiego z województwa wileńskiego w 1674 roku. W 1684 awansowany na biskupstwo smoleńskie, od 1687 biskup wileński.
Był przeciwnikiem rodu Sapiehów. W 1689 roku został czynnie znieważony na sejmie w Warszawie przez posła opłaconego z kasy sapieżyńskiej. Zmuszony został osadzić w więzieniu zadenuncjowanego przez Sapiehów Kazimierza Łyszczyńskiego, oskarżonego o ateizm. Był jednym z sędziów, którzy podpisali jego wyrok śmierci.
W 1692 roku wdał się w nowy konflikt z Sapiehami sprowokowany osadzeniem na leżach zimowych w dobrach biskupich wojsk litewskich, dowodzonych przez hetmana wielkiego litewskiego Kazimierza Jana Sapiehę. Brzostowski uzyskał wówczas wsparcie króla Jana III Sobieskiego, który nie życzył sobie wzrostu wpływów sapieżyńskich w Wielkim Księstwie Litewskim. Czując za sobą potęgę dworu królewskiego 18 kwietnia 1694 biskup rzucił w katedrze wileńskiej klątwę na hetmana, co spowodowało wybuch niezadowolenia szlachty litewskiej przeciwko Sapiehom, wyrażony na sejmikach ziemskich.
Był elektorem Augusta II Mocnego z województwa wileńskiego w 1697 roku. W 1697 roku zmuszony był podpisać zgodę ze swoimi adwersarzami, jednak ruchu antysapieżyńskiego nie udało się już powstrzymać. Na jego czele stanął jego brat, referendarz wielki litewski, Jan Brzostowski. Oznaczało to początek wojny domowej na Litwie.
W czasie wojny północnej gościł w swojej rezydencji w Werkach cara Piotra I, u którego bezskutecznie zabiegał o łagodne traktowanie unitów, wstrząśnięty masakrą bazylianów w Połocku. Wprawiło to w gniew pijanego Piotra I, z trudem uśmierzony przez hetmana polnego litewskiego Grzegorza Antoniego Ogińskiego. 
W 1713 roku założył zgromadzenie rochitów. W 1717 zwołał synod diecezjalny diecezji wileńskiej. Dyrektor wileńskiego sejmiku relacyjnego w 1717 roku. W 1718 roku został wyznaczony senatorem rezydentem.
Pochowany w katedrze św. Stanisława i św. Władysława w Wilnie.